# Tour de télécommunications de Montjuïc
La tour de télécommunications de Montjuïc (torre de comunicacions de Montjuïc), populairement appelée torre Calatrava ou encore torre Telefónica, est une tour de télécommunications située dans le Parc Olympique, au cœur de l'Anneau olympique de Montjuïc, dans le quartier de Montjuïc, à Barcelone.

## Historique et description
Conçue par l'architecte espagnol Santiago Calatrava Valls, elle fut construite entre 1989 et 1992 pour la compagnie Telefónica  pour la transmission télévisée des Jeux olympiques d'été de 1992 à Barcelone. Haute de 136 m, elle se trouve au Parc Olympique et représente un athlète portant la flamme olympique. Sa base est couverte de trencadís, une technique de mosaïque créée par Gaudí.
De par son orientation, la tour peut également servir de cadran solaire géant, utilisant le parc de l'Europe pour indiquer les heures.